# SAP NetWeaver
SAP NetWeaver ist ein Produkt der Firma SAP, die NetWeaver als Plattform für Geschäftsanwendungen der Produktlinie SAP R/3 bezeichnet. Grundlage für alle Anwendungen auf NetWeaver ist der SAP NetWeaver Application Server.

## Überblick
Das Produkt fasst zahlreiche Komponenten zusammen, die für Unternehmensanwendungen relevant sind, darunter ERP, Process Integration, Business Intelligence, ein Portal, mehrere Anwendungsserver und weitere Funktionen zur Unterstützung von Unternehmensanwendungen. Dabei werden die Integrationselemente in mehrere Level unterteilt. Sie umfassen die Endbenutzerintegration (Unternehmensportal, Kollaborationsfunktionen und Multikanal-Zugang), Informationsintegration, Prozessintegration und die Applikationsplattform.
SAP NetWeaver ist die Grundlage für eine Reihe von Geschäftsanwendungen, die SAP vertreibt, und ist verantwortlich für eine Reihe von Basisfunktionen wie die modulübergreifende Suche. NetWeaver ist größtenteils mit der ABAP-Programmiersprache erstellt worden, verwendet aber auch C, C++ und Jakarta EE.
Die NetWeaver-Plattform ist offen, um über eine Serviceorientierte Architektur (SOA) – im SAP-Sprachgebrauch Enterprise Service Oriented Architecture (ESOA) genannt – auch Fremdsysteme anzuschließen.
SAP Netweaver ist die Basis für alle SAP-Anwendungen in der Produktlinie SAP R/3. Für die neue Produktlinie SAP S/4HANA wird ab 2018 die neue Basis ABAP Platform verwendet.

### NetWeaver Application Server
Der SAP NetWeaver Application Server ist ein Anwendungsserver mit verschiedenen Installationsvarianten. Beim SAP Netweaver AS ABAP können ABAP-Anwendungen ausgeführt werden, beim SAP Netweaver AS Java, einem Jakarta EE-Applikationsserver, Java-Programme.

### NetWeaver Process Integration
Bei SAP Netweaver werden im Bereich Process Integration (PI) Komponenten bereitgestellt, mit denen SAP-Systeme mit Systemen anderer Anbieter integriert werden können. Darüber hinaus kann auch die Integration von Prozessen vorgenommen werden, die lokal innerhalb eines Systems ablaufen.

## Produkte
- SAP NetWeaver Application Server
- SAP NetWeaver Business Intelligence
- SAP NetWeaver Composition Environment (CE)
- SAP NetWeaver Portal
- SAP NetWeaver Identity Management (IdM)
- SAP NetWeaver Master Data Management (MDM)
- SAP NetWeaver Mobile
- SAP NetWeaver Gateway (GW)
- SAP NetWeaver Process Integration (PI)
- SAP NetWeaver Developer Studio

## Kompatibilität
Einige Versionen von NetWeaver sind nicht mit Firefox kompatibel. Ebenfalls sind einige Anwendungen nicht mit Chrome und Edge kompatibel.

## Historie
Die Ursprünge der NetWeaver Plattform liegen bei einer Portaltechnologie, die vom israelischen Unternehmen TopTier Software entwickelt wurde. Mit der Übernahme von TopTier Software begann SAP im Jahre 2001 die Entwicklung der Integrations- und Anwendungsplattform, aus der die heutige NetWeaver Plattform entstand.
Die erste Version (NetWeaver 2004) war ab dem 31. März 2003 erhältlich, die Version 7.0 (2004s) erschien am 24. Oktober 2005. Die aktuelle Version ist SAP NetWeaver 7.52.